# Shahab Hosseini
Shahab Hosseini, pers. شهاب حسینی, właśc. Seyed Shahabedin Hosseini Tonekaboni (ur. 3 lutego 1974 w Teheranie) – irański aktor filmowy i telewizyjny, okazjonalnie również reżyser.

## Życiorys
Studiował psychologię na Uniwersytecie w Teheranie, ale jej nie ukończył, gdyż postanowił wyemigrować do Kanady. Wkrótce jednak powrócił do ojczystego Iranu, gdzie zaczął prowadzić audycje radiowe i programy telewizyjne. Występował też w licznych serialach telewizyjnych.
Zasłynął na arenie międzynarodowej ze współpracy z uznanym irańskim reżyserem Asgharem Farhadim. Zagrał u niego w trzech filmach: Co wiesz o Elly? (2009), Rozstanie (2011) i Klient (2016). Za rolę w Rozstaniu zdobył zbiorowego Srebrnego Niedźwiedzia dla najlepszego aktora, przyznanego na 61. MFF w Berlinie męskiej obsadzie filmu. Z kolei za kreację w Kliencie wyróżniono go nagrodą dla najlepszego aktora na 69. MFF w Cannes.
Hosseini jest też muzykiem. Śpiewa w zespole Seven, który założył wspólnie z grupą przyjaciół.

## Życie prywatne
Od 1996 jego żoną jest Parichehr Ghanbari, z którą ma dwóch synów: Mohammada Amina (ur. 2004) i Amira Alego (ur. 2011).

## Filmografia
- 2002: Rokhsareh
- 2003: Vakonesh panjom
- 2004: Sham'i dar baad
- 2009: Superstar
- 2009: Co wiesz o Elly? (Darbareye Elly)
- 2010: Spacer we mgle (Parse Dar Meh)
- 2011: Rozstanie (Jodaeiye Nader az Simin)
- 2011: Pożegnanie (Bé omid é didar)
- 2016: Klient (Forushande)[5][6]